# Franz de Walsegg
Franz comte von Walsegg, né le 17 janvier 1763 et mort le 11 novembre 1827, est un aristocrate autrichien, commanditaire supposé du Requiem de Mozart. 

## Biographie
Demeurant au château de Stuppach, près de Gloggnitz, il envoya un messager, Franz Anton Leitgeb, à Wolfgang Amadeus Mozart en 1791 pour commander une messe de requiem. Le comte, musicien amateur, avait l'habitude de commander des œuvres aux compositeurs à la mode qu'il faisait ensuite passer pour siennes dans des concerts privés. Walsegg prévoyait de faire interpréter le requiem (comme sa propre composition) en mémoire de sa jeune épouse, Anna, décédée le 14 février 1791 à l'âge de 20 ans. Le comte Walsegg, âgé de seulement 28 ans lui-même à l'époque, ne se remaria jamais.
Comme Mozart mourut sans avoir achevé le Requiem, son épouse Constance sollicita trois des élèves de Mozart afin qu'il complètent l'œuvre ; une fois achevée, la veuve espérait toucher le solde de la somme que Walsegg avait promise.
Franz, comte von Walsegg, est parfois référencé à tort comme comte Walsegg-Stuppach.